# Echipa națională de fotbal a Bahrainului
Echipa națională de fotbal a Bahrainului (arabă البحريني لكرة القدم) este naționala de fotbal a Bahrainului și este controlată de Asociația de Fotbal din Bahrain.

## Campionatul Mondial de Fotbal (AFC) Calificări
| Campionatul Mondial de Fotbal AFC | Campionatul Mondial de Fotbal AFC | Campionatul Mondial de Fotbal AFC | Campionatul Mondial de Fotbal AFC | Campionatul Mondial de Fotbal AFC | Campionatul Mondial de Fotbal AFC | Campionatul Mondial de Fotbal AFC | Campionatul Mondial de Fotbal AFC |
| Anul                              | Runda                             | MJ                                | V                                 | E                                 | Î                                 | GM                                | GP                                |
| --------------------------------- | --------------------------------- | --------------------------------- | --------------------------------- | --------------------------------- | --------------------------------- | --------------------------------- | --------------------------------- |
| 1930 până la 1974                 | Nu a participat                   | -                                 | -                                 | -                                 | -                                 | -                                 | -                                 |
| 1978                              | Nu s-a calificat                  | 4                                 | 1                                 | 0                                 | 3                                 | 4                                 | 6                                 |
| 1982                              | Nu s-a calificat                  | 4                                 | 1                                 | 0                                 | 3                                 | 1                                 | 6                                 |
| 1986                              | Nu s-a calificat                  | 4                                 | 1                                 | 2                                 | 1                                 | 8                                 | 6                                 |
| 1990                              | S-a retras                        | -                                 | -                                 | -                                 | -                                 | -                                 | -                                 |
| 1994                              | Nu s-a calificat                  | 8                                 | 3                                 | 3                                 | 2                                 | 9                                 | 6                                 |
| 1998                              | Nu s-a calificat                  | 4                                 | 1                                 | 0                                 | 3                                 | 3                                 | 9                                 |
| 2002                              | Nu s-a calificat                  | 14                                | 7                                 | 4                                 | 3                                 | 17                                | 13                                |
| 2006                              | Nu s-a calificat                  | 16                                | 5                                 | 6                                 | 5                                 | 21                                | 14                                |
| 2010                              | Nu s-a calificat                  | 20                                | 7                                 | 7                                 | 6                                 | 19                                | 17                                |
| Total                             |                                   | 74                                | 26                                | 22                                | 26                                | 82                                | 77                                |

## Cupa Asiei
| Cupa Asiei   | Cupa Asiei                 | Cupa Asiei | Cupa Asiei | Cupa Asiei | Cupa Asiei | Cupa Asiei | Cupa Asiei |
| Anul         | Runda                      | MJ         | V          | E          | Î          | GM         | GP         |
| ------------ | -------------------------- | ---------- | ---------- | ---------- | ---------- | ---------- | ---------- |
| 1956 to 1968 | Nu a participat            | -          | -          | -          | -          | -          | -          |
| 1972         | Nu s-a calificat           | -          | -          | -          | -          | -          | -          |
| 1976         | S-a retras                 | -          | -          | -          | -          | -          | -          |
| 1980         | S-a retras după calificări | -          | -          | -          | -          | -          | -          |
| 1984         | Nu a participat            | -          | -          | -          | -          | -          | -          |
| 1988         | Runda 1                    | 4          | 0          | 2          | 2          | 1          | 3          |
| 1992         | Nu s-a calificat           | -          | -          | -          | -          | -          | -          |
| 1996         | S-a retras                 | -          | -          | -          | -          | -          | -          |
| 2000         | Nu s-a calificat           | -          | -          | -          | -          | -          | -          |
| 2004         | Locul patru                | 6          | 1          | 3          | 2          | 13         | 14         |
| 2007         | Runda 1                    | 3          | 1          | 0          | 2          | 3          | 7          |
| 2011         | Runda 1                    | 3          | 1          | 0          | 2          | 6          | 5          |
| Total        | 4/15                       | 16         | 3          | 5          | 8          | 23         | 29         |

#### Calificări AFC
| Asian Cup         | Asian Cup                  | Asian Cup | Asian Cup | Asian Cup | Asian Cup | Asian Cup | Asian Cup |
| Anul              | Runda                      | MJ        | V         | E         | Î         | GM        | GP        |
| ----------------- | -------------------------- | --------- | --------- | --------- | --------- | --------- | --------- |
| 1956 până la 1968 | Nu a participat            | -         | -         | -         | -         | -         | -         |
| 1972              | Nu s-a calificat           | -         | -         | -         | -         | -         | -         |
| 1976              | S-a retras                 | -         | -         | -         | -         | -         | -         |
| 1980              | S-a retras după calificări | -         | -         | -         | -         | -         | -         |
| 1984              | Nu a participat            | -         | -         | -         | -         | -         | -         |
| 1988              | Calificată                 | 4         | 0         | 2         | 2         | 1         | 3         |
| 1992              | Nu s-a calificat           | -         | -         | -         | -         | -         | -         |
| 1996              | S-a retras                 | -         | -         | -         | -         | -         | -         |
| 2000              | Nu s-a calificat           | 6         | 3         | 0         | 3         | 6         | 6         |
| 2004              | Calificată                 | 6         | 4         | 1         | 1         | 14        | 9         |
| 2007              | Calificată                 | 4         | 1         | 1         | 2         | 3         | 6         |
| 2011              | Calificată                 | -         | -         | -         | -         | -         | -         |
| Total             | 4/7                        | 16        | 8         | 2         | 6         | 23        | 21        |

## Turnee regionale

### Cupa Golfului pe Națiuni
1. ↑   https://www.transfermarkt.us/-/mitarbeiterhistorie/verein/7214 Lipsește sau este vid: |title= (ajutor)